# AV-TEST
AV-TEST – niezależna organizacja zajmująca się testowaniem oprogramowania zabezpieczającego. Została założona w 2004 roku. Jej siedziba mieści się w Magdeburgu.